# Boreoscorpio copelandi
Boreoscorpio
Genre
Espèce
Boreoscorpio copelandi, unique représentant du genre Boreoscorpio, est une espèce fossile de scorpions de la famille des Isobuthidae.

## Distribution
Cette espèce a été découverte en Nouvelle-Écosse au Canada. Elle date du Carbonifère.

## Étymologie
Cette espèce est nommée en l'honneur de Murray John Copeland.

## Publication originale
- Kjellesvig-Waering, 1986 : « A restudy of the fossil Scorpionida of the world. » Palaeontographica Americana, vol. 55, p. 5-287.